# Handebol nos Jogos Pan-Americanos
O handebol é disputado nos Jogos Pan-americanos desde 1987, em Indianápolis, nos Estados Unidos. Nos Jogos de Havana 1991 foi realizado apenas na rama masculina.

## Resultados

### Masculino

#### Quadro de Medalhas
| Ordem | País           | Medalha de ouro | Medalha de prata | Medalha de bronze | Total |
| ----- | -------------- | --------------- | ---------------- | ----------------- | ----- |
| 1     | Brasil         | 3               | 5                | 2                 | 10    |
| 2     | Argentina      | 3               | 3                | 2                 | 8     |
| 3     | Cuba           | 3               | 1                | 1                 | 5     |
| 4     | Estados Unidos | 1               | 0                | 2                 | 3     |
| 5     | Chile          | 0               | 3                | 2                 | 5     |
| Total | Total          | 10              | 12               | 9                 | 31    |

#### Participação histórica por país
| Nation               | 1987 | 1991 | 1995 | 1999 | 2003 | 2007 | 2011 | 2015 | 2019 | 2023 | Participações |
| -------------------- | ---- | ---- | ---- | ---- | ---- | ---- | ---- | ---- | ---- | ---- | ------------- |
| Argentina            | 5º   | 5º   | 3º   | 3º   | 2º   | 2º   | 1º   | 2º   | 1º   | 1º   | 10            |
| Brasil               | 3º   | 2º   | 2º   | 2º   | 1º   | 1º   | 2º   | 1º   | 3º   | 2º   | 10            |
| Canadá               | 4º   | 4º   | -    | 5º   | -    | 7º   | 5º   | 7º   | -    | -    | 6             |
| Chile                | -    | -    | -    | -    | 5º   | 5º   | 3º   | 3º   | 2º   | 3º   | 6             |
| Cuba                 | 2º   | 1º   | 1º   | 1º   | -    | 3º   | -    | 6º   | 5°   | 6º   | 8             |
| República Dominicana | -    | -    | -    | -    | 7º   | 6º   | 4º   | 8º   | -    | 8º   | 5             |
| México               | -    | -    | -    | -    | 8º   | 8º   | 6º   | -    | 4°   | 7º   | 5             |
| Paraguai             | -    | -    | 5º   | -    | -    | -    | -    | -    | -    | -    | 1             |
| Peru                 | -    | -    | -    | -    | -    | -    | -    | -    | 8°   | -    | 1             |
| Porto Rico           | -    | -    | 6º   | 7º   | 6º   | -    | -    | 5º   | 7°   | -    | 5             |
| Estados Unidos       | 1º   | 3º   | 4º   | 4º   | 3º   | -    | 7º   | -    | 6°   | 4º   | 8             |
| Uruguai              | -    | -    | -    | 6º   | 4º   | 4º   | -    | 4º   | -    | 5º   | 5             |
| Venezuela            | -    | -    | -    | -    | -    | -    | 8º   | -    | -    | -    | 1             |
| Total                | 5    | 5    | 6    | 7    | 8    | 8    | 8    | 8    | 8    | 8    |               |

### Feminino

#### Quadro de Medalhas
| Ordem | País                 | Medalha de ouro | Medalha de prata | Medalha de bronze | Total |
| ----- | -------------------- | --------------- | ---------------- | ----------------- | ----- |
| 1     | Brasil               | 7               | 0                | 2                 | 9     |
| 2     | Estados Unidos       | 2               | 0                | 0                 | 2     |
| 3     | Argentina            | 0               | 5                | 1                 | 6     |
| 4     | Canadá               | 0               | 3                | 0                 | 3     |
| 5     | Cuba                 | 0               | 1                | 2                 | 3     |
| 6     | Uruguai              | 0               | 0                | 2                 | 2     |
| 7     | República Dominicana | 0               | 0                | 1                 | 1     |
| 8     | Paraguai             | 0               | 0                | 1                 | 1     |
| Total | Total                | 9               | 9                | 9                 | 27    |

#### Participação histórica por país
| Nação                | 1987 | 1995 | 1999 | 2003 | 2007 | 2011 | 2015 | 2019 | 2023 | Participações |
| -------------------- | ---- | ---- | ---- | ---- | ---- | ---- | ---- | ---- | ---- | ------------- |
| Argentina            | 5º   | 5º   | 6º   | 2º   | 3º   | 2º   | 2º   | 2º   | 2º   | 9             |
| Brasil               | 3º   | 3º   | 1º   | 1º   | 1º   | 1º   | 1º   | 1º   | 1º   | 9             |
| Canadá               | 2º   | 2º   | 2º   | -    | 6º   | 8 º  | -    | 7º   | 8º   | 7             |
| Chile                | -    | -    | -    | -    | -    | 5º   | 8º   | -    | 4º   | 3             |
| Cuba                 | 4º   | 4º   | 3º   | -    | 2º   | -    | 5º   | 3º   | 6º   | 7             |
| República Dominicana | -    | -    | -    | 5º   | 4º   | 3º   | -    | 5º   | -    | 4             |
| México               | -    | -    | -    | 6º   | 5º   | 4º   | 4º   | -    | -    | 4             |
| Paraguai             | -    | -    | -    | -    | 7º   | -    | -    | -    | 3º   | 2             |
| Peru                 | -    | -    | -    | -    | -    | -    | -    | 8º   | -    | 1             |
| Porto Rico           | -    | -    | -    | -    | 8º   | 6º   | 6º   | 6º   | 5º   | 5             |
| Estados Unidos       | 1º   | 1º   | 4º   | 4º   | -    | 8º   | -    | 4º   | -    | 6             |
| Uruguai              | -    | -    | 5º   | 3º   | -    | 7º   | 3º   | -    | 7º   | 5             |
| Total                | 5    | 5    | 6    | 6    | 8    | 8    | 8    | 8    | 8    |               |

## Quadro de Medalhas Total
| Ordem | País                 | Medalha de ouro | Medalha de prata | Medalha de bronze | Total |
| ----- | -------------------- | --------------- | ---------------- | ----------------- | ----- |
| 1     | Brasil               | 10              | 5                | 4                 | 19    |
| 2     | Cuba                 | 3               | 2                | 3                 | 8     |
| 3     | Estados Unidos       | 3               | 0                | 2                 | 5     |
| 4     | Argentina            | 3               | 8                | 3                 | 14    |
| 5     | Canada               | 0               | 3                | 0                 | 3     |
| 6     | Chile                | 0               | 1                | 3                 | 4     |
| 7     | Uruguai              | 0               | 0                | 2                 | 2     |
| 8     | República Dominicana | 0               | 0                | 1                 | 1     |
| 9     | Paraguai             | 0               | 0                | 1                 | 1     |
| Total | Total                | 19              | 19               | 19                | 57    |